# Кантакузен, Александр Матвеевич
Князь Александр Матвеевич Кантакузен (Кантакузин) (греч. Αλέξανδρος Καντακουζηνός; 1787, Яссы — 1841, Афины) — деятель Греческой революции в её начальном периоде, происходивший из фанариотского рода Кантакузенов. На российской службе имел чин титулярного советника и придворное звание камер-юнкера, пожалованное в 1820 году.

## Биография
Александр Кантакузен родился в 1787 году городе Яссы в семье грека фанариота Матвея Ивановича Кантакузена, бывшего тогда молдавским князем. Его матерью была, также гречанка фанариотка, Ралу Каллимаки (1763—1837).
Александр Кантакузин родился во время Русско-турецкой войны 1787—1792, в ходе которой русские войска заняли Дунайские княжества. Его отец, Матвей Кантакузен, перешёл на сторону России. Это послужило причиной того, что семья Матвея Кантакузена была вынуждена в 1791 году выехать в Россию, вместе с уходящими русскими войсками. В России Матвей Кантакузен стал действительным статским советником.
Советский и греческий историк Костас Авгитидис, в своей работе «Греки Одессы и Революция 1821 года», пишет, что братья Александр и Георгий Кантакузины были среди греков закончивших Ришельевский лицей (в действительности, предшествующий ему, Благородный воспитательный институт) и были среди выпускников «избравших военную карьеру».
Авгитидис пишет, что князь Александр Кантакузин стал командиром уланского полка:196. Не исключена ошибка, поскольку полковник Георгий Матвеевич Кантакузен (1786—1857 году) был командиром 9-го Бугского уланского полка, а старший брат, полковник Григорий Кантакузен (1767—1812) командовал бригадой и был убит в Бородинском сражении. Александр был женат на Елизавете Михайловне Дараган, что делало его дальним родственником богачей Разумовских.
В 1814 году в Одессе была создана тайная греческая революционная организация Филики Этерия, поставившая себе целью освобождение Греции от осман.
Не совсем ясна степень вовлечения Александра Кантакузина в Этерию.
К.Авгитидис пишет, что по прибытии в Одессу генерал-майора русской армии Александра Ипсиланти, возглавившего Этерию перед восстанием, он поселился в доме Кантакузина, где встречался со многими гетеристами, включая Христофора Перревоса. Однако Авгитидис не уточняет, был ли это дом Александра Кантакузина или его брата Георгия:165.

## Придунайский этап Греческой революции
22 февраля (по григорианскому календарю) 1821 года Александр Ипсиланти, с маленькой группой гетеристов, среди которых был полковник Георгий Кантакузин:169, , перешёл реку Прут и начал греческое восстание с Придунайских княжеств.
В марте Георгий Кантакузин был назначен первым командиром Священного отряда:173, но вскоре был заменен на этом посту Николаем Ипсиланти.
В одном из последних сражений Придунайского этапа Освободительной войны Греции, в сражении при Скулени, на берегу Прута, Георгий Кантакузин предпочёл перебраться на российский берег и «Леонидово сражение» возглавил и пал на поле боя, вместе с 375 своими бойцами, «новый Леонид», Афанасий Карпенисиотис:Α-438-442.

## Позиция официальной России
Российский император Александр, следуя духу и букве Священного союза европейских государств, отмежевался от действий своего бывшего адъютанта, Александра Ипсиланти.
Несколькими годами позже, декабрист Александр Поджио заявлял, что эта «политика была странной, невероятной и нисколько не соответствовала нашей провозглашённой политике по отношению к грекам», а также, что «все были возмущены российской политикой по отношению к Греции»:37.
В то время как по описаниям Начальника штаба 2-й армии генерала Павла Киселёва, «все греки Новороссии, старые и молодые, богатые и бедные, здоровые и больные, все уезжают за границу, жертвуя всё для Отечества»:38, российский император инструктировал армию и власти в Новороссии не только не оказывать помощь гетеристам, но и не предоставлять им убежище.
Император инструктировал также генерал-губернатора Новороссии и Бессарабии Ланжерона прекратить выдачу паспортов не только грекам российским подданым, но препятствовать отъезду и грекам османским подданным:49.
Вплоть до 1827 года российские власти не только препятствовали гетеристам покинуть Россию, но многие гетеристы были заключены в тюрьму, а некоторые были отправлены в Сибирь:46.
Александр Кантакузин весной 1821 года отправился в Швейцарию, устраивать своего сына в школу, но был предупреждён министром иностранных дел Российской империи Нессельроде, ни под каким предлогом не отправляться на Пелопоннес или в другие регионы Греции:50. .

## Деятельность Кантакузена в Триесте
Из австрийских полицейских источников следует, что Кантакузен прибыл в Триест, через Венгрию «не заезжая в Вену и не пройдя через полицейский участок».
Однако это не стало «поводом считать его подозрительной персоной и не допустить его отъезда из Австрийской империи»:240.
Согласно полицейскому рапорту от 9 июня 1821 года, «русский князь Кантакузин, находился там более месяца и был одним из вождей революции греков против турок, поскольку со дня своего прибытия был занят формированием штаба греческого полка».
В рапорте отмечалось, что на собрании 200 человек местных греков и прибывших из Германии греческих студентов, Кантакузин «вручил звания присутствующим офицерам».
В том же рапорте было отмечено, что не имеющие паспорта отбыли тайно на лодках на рейд, где их ждали 3 греческих корабля, доставивших их затем на Пелопоннес:232.
Упоминалось, что 17 мая Кантакузен посетил Венецию, для мобилизации добровольцев из греческой молодёжи города и что «командование полком принял французский полковник (речь шла о рождённом на Крите корсиканце Иосифе Балесте)»:233.
В связи с деятельностью Кантакузина в Триесте и из межведомственной переписки между Веной и Триестом следовало:
Греческая община Триеста насчитывала 1800 человек, в большинстве своём торговцев и османских подданных.
70 из самых больших торговых домов принадлежали грекам.
Но только по причине того, что они были османскими подданными, а их земляки подняли восстание против турок, не следовало в обязательном порядке рассматривать их как революционеров, во всяком случае до получения специальных императорских инструкций:238.
Полиция не обошла вниманием сбор денег, который произвёл «для своих земляков» князь Александр Кантакузин в Триесте, также как и в Венеции 26 мая.
Но полиция не могла официально вмешаться, по причине того, что князь был снабжён «наилучшими российскими документами» и «к тому же, нельзя запретить кому либо послать деньги на родину или дать деньги на расходы отъезжающим».

## Дмитрий Ипсиланти
Через 2 дня после того как Александр Ипсиланти, с братьями Николаем и Георгием, перешёл Прут, в доме их матери, Елисавет, в Кишинёве, остановился второй по возрасту сын, 28-летний капитан гусаров Дмитрий Ипсиланти.
Одновременно, в Кишинёве собрались и другие гетериств, среди которых были П.Анагностопулос и Ксантос, Эммануил. Дмитрий собирался следовать за братьями а Придунайские княжества, но другие гетеристы настояли на том, чтобы он, вместе с Анагноступулосом, отправился в Грецию.
Елисавет Ипсиланти будучи валашкой (Елисавет Вакареску):А-301 дала своё благословение со словами: «Если для освобождения Греции нужен и этот мой сын, я благословляю его»:Β-123.
Было также получено согласие от Александра Ипсиланти, который уполномочил Дмитрия своим представителем в Греции и послал ему сопроводительное письмо.
Дмитрий счёл, что представителю «Вождя революции» нельзя было отправляться в Грецию без денег, которых однако не было.
Мать и сёстры Дмитрия предоставили свои украшения, которые Дмитрий оставил в залог в Одессе. Получив за украшения 30 тысяч рублей и собрав ещё 18 тысяч взносов, Дмитрий вернулся в Кишинёв.
Генерал Инзов, Иван Никитич предоставил гетеристам паспорта и, под чужими именами, группа гетеристов отправилась в Грецию, через территорию враждебно настроенной к Греческой революции Австрийской империи:Β-124.
В Тимишоаре они были опознаны знавшими их молдаванами и чуть было не попали в руки австрийской полиции.
С помощью российского консула в городе Фиуме, гетериста Георгия Мелиссиноса, Дмитрий Ипсиланти и его товарищи сумели добраться до Триеста:53.
Информация о Ипсиланти и его группе пришла из Вены в Триест через 2 дня после их отбытия в Грецию.
Собрав ещё деньги которые составили обшую сумму в 300 тысяч турецких грошей Дмитрий Ипсиланти отправился в Грецию на корабле хорвата Павла Стойковича.
Вместе с ним был врач Типалдос князь Александр Кантакузин военачальник Саллас и Иосиф Балест.
Согласно австрийским полицейским источникам, «Анагностопулос, с двумя слугами и Кантакузином, отбыли из Триеста на русском судне Fidelissimo».
Корабль Стойковича прибыл на остров Идра 8 июня 1821 года.
По совпадению, в тот же день, Александр Ипсиланти, после гибели Священного отряда в ходе сражения при Драгашани, прекратил борьбу в Дунайских княжествах:124.

## В восставшей Греции
Восстание на территории Греции началось в конце марта 1821 года.
В течение двух первых недель Революции на Пелопоннесе, все мусульмане полуострова укрылись за стенами крепостей. Те что не сумели добраться до крепостей были вырезаны восставшими.
К 31 марта бо́льшая часть Пелопоннеса была освобождена. Турки продолжали удерживать прибрежные крепости Монемвасии, Патр, Акрокоринфа, Неокастро в Пилосе (Наварине), Метони и Корони.
В центре полуострова турки удерживали город-крепость Триполицу, в котором собралась половина мусульманского населения полуострова.
26 мая 1821 года, видные землевладельцы Пелопоннеса, священники, такие как епископы Феодорит Вресфенийский и Анфим Элосский, местные военачальники Петрос Мавромихалис, Анагностарас, Николаос Петимезас и другие, созвали собрание в монастыре Калтези, недалеко от Триполицы, которое избрало «Пелопоннеский Сенат».
Сенат практически сместил организатора революции Этерию от руководства войной и воспротивился полномочиям, которыми наделил Александр Ипсиланти своего брата Дмитрия Ипсиланти.
Статус Сената вскоре оказался под вопросом, поскольку в те дни, когда Александр Ипсиланти прекратил военные действия в Дунайских княжествах, на Пелопоннес прибыл его брат, Дмитрий. Будучи уполномоченным Александра, Дмитрий Ипсиланти потребовал передать всю власть в его руки.
Самопровозглашённые председатель «Пелопоннеского Сената», Феодорит Вресфенийский и «главнокомандующий» Петрос Мавромихалис отвергли претензии Ипсиланти на абсолютную власть. Образовались 2 полюса власти.
Но когда осаждённые в крепости Монемвасия турки решили начать переговоры о сдаче с «вождём греков», Дмитрий Ипсиланти послал в Монемвасию Александра Кантакузина.
Кантакузен прибыл под стены Монемвасии со знаменем, вручённым ему Дмитрием Ипсиланти, на котором на одной стороне было написано «Сражаюсь за Веру и Отечество» (из прокламации Александра Ипсиланти в Дунайских княжествах) а на другой «Свобода или Смерть».
Город был осаждён 2 тысячами жителей Лаконии, а с моря его осаждали корабли острова Спеце.
Турки были истощены и готовы к сдаче.
Кантакузин, носитель ряда громких титулов, подписался под соглашением как князь, сын бывшего господаря Молдавии и бывший царский камергер.
27 июля истощённый турецкий гарнизон Монемвасии согласовал условия своей сдачи. Кантакузин предоставил туркам возможность погрузиться на транспорты и направиться в Кушадасы, где они и высадились:Β-132.
Однако турки из Монемвасия, которым греки при сдаче крепости даровали жизнь и переправили их в Малую Азию, вскоре, как писал француз Jourdain, отличились больше всех в варварстве, во время Хиосской резни.
Переговоры и сдача Монемвасии турками были самым большим вкладом Александра Кантакузина в Греческую революцию.
Резонанс сдачи Монемвасии был огромен: это была первая большая крепость, захваченная повстанцами. Аналогичная участь вырисовывалась и для других осажденных крепостей. 7 августа в Пилосе сдалась крепость Ньокастро, а через 3 дня крепость Пальокастро.
Сдача Монемвасии повлияла на последовавшее в сентябре взятие повстанцами Триполицы.

## Политическая борьба и отъезд из Греции
Когда Кантакузин находился в лагере восставших осаждающих Монемвасию, к нему обратились бойцы с Крита, которые предложили ему возглавить правление их восставшим островом. Кантакузин сослался на задачи поставленные ему Дмитрием Ипсиланти в других регионах и остался на Пелопоннесе, где решалось политическое будущее возрождающегося государства. Вместо себя, Кантакузин предложил критянам, также выходца из России, Михаила Афендулиева. 25 октября 1821 года Ипсиланти послал Афендулиева на Крит. Греческий историк Д.Фотиадис пишет, что этот «выбор оказался наихудшим, из всех возможных»:Δ-335.
К землевладельцам, судовладельцам и священникам, находившимся в оппозиции Дмитрию Ипсиланти, присоединилась группа прибывших в Грецию фанариотов, самыми видными представителями которой были Константин Карадзас, сын бывшего господаря Валахии (1812—1818) Иоанна Карадзаса, Маврокордатос, Александр и Теодорос Негрис, бывший до того послом Османской империи в Париже.
Неудовлетворённый своим сотрудничеством с Ипсиланти и оценив обстановку, Александр Кантакузин, будучи и сам фанариотом, примкнул к их группе.
Примечательно, как Дмитрий Ипсиланти относился к этой группе. Когда один из представителей знати Средней Греции просил Дмитрия послать им вождём одого из них, то Ипсиланти отвечал ему (в последовательности вопроса): «Маврокордатос? -Это не в ваших интересах. Кантакузин? И он плох. Карадзас ? И он им подобен. Негрис ? А этот хуже всех»:Β-186.
Летом 1821 года, на собрании в Трикорфа, политическая ситуация обострилась ещё больше.
Делегации разных греческих областей, всё ещё веря в существование «Невидимого Начала», то есть тайной власти или, как миним, в то, что Ипсиланти привёз с собой большие суммы денег, запрашивали войска, оружие, боеприпасы. Но денег у Ипсиланти не было.
Группа фанариотов заявляла Дмитрию Ипсиланти, что они не признают его вождём и что полномочия данные ему братом не стоят более ничего.
Ипсиланти продолжал утверждать, что он и есть «Начало», поскольку его брат начал Революцию и он не имеет права отступить от данных ему власти и инструкций.
В группе фанариотов Маврокордатос и Негрис достигли политического успеха.
Кантакузин и Карадзас покинули сражавшуюся Грецию.
Согласно оценке Э.Хекимоглу, «не найдя для своего высочества достойного места в руководстве Революцией, Александр Кантакузин отстранился от войны и вернулся в Грецию в 1829 году».
При этом, в 1822 году, когда российское правительство получило информацию о том, что Александр Кантакузин собирается вернуться в Россию, все пограничные пункты были оповещены не разрешать Кантакузину въезд на российскую территорию, даже если он располагает всеми законными документами:51.
Александр Кантакузин поселился в Дрездене.

## Возвращение в Грецию
В 1827 году граф Иоанн Каподистрия, бывший министр иностранных дел России (1816—1822 годы) стал первым правителем возрождающегося греческого государства.
В 1829 году, когда Освободительная война подходила к концу, Александр Кантакузин вернулся в Грецию, с целью обосноваться в стране.
Кантакузин купил земли, которыми до того владели муфтий Афин и Омер-паша города Каристос на острове Эвбея. В 1832 году он купил усадьбу Татой, которая впоследствии стала летней резиденцией греческой королевской семьи.
Александр Кантакузин умер в Афинах в 1841 году.

## Брак и дети
Был женат на Елизавете Михайловне Дараган
- Элпис (Надежда) Кантакузен, (до 1820 — 7 января 1883), наследница некоторых из поместий отца, включая Татой. В 1834 году вышла замуж за фанариота генерала Скарлатоса Суцоса (1808—1887), их дети: писательница Элиза Суцу (1837—1887) и мэр Афин в 1846—1904 гг Димитриос Суцос.
- Элени Кантакузен (1819—1845) жена графа Maurice из династии O’Donnell.
- Матфеос Кантакузен (1809—1842)
- Михаил Кантакузен (1812—1881), греческий, а затем российский офицер; Бессарабский областной предводитель дворянства (1857); действительный статский советник (1860). Был женат на графине Луизе фон Армансперг (1818—1835), старшей дочери графа Йозефа фон Армансперга, баварского королевского регента в Греции.
- Александру Кантакузино (1813—1884), писатель, юрист в Бухаресте и министр иностранных дел Румынии (1862).
- Димитриос Кантакузен (1817—1877), офицер греческой армии, муж графини Софии фон Армансперг, сестры Луизы и также наследницы поместий в Баварии и Австрии.